# 庫恰涅湖
57°04′10″N 28°56′09″E / 57.06944°N 28.93583°E

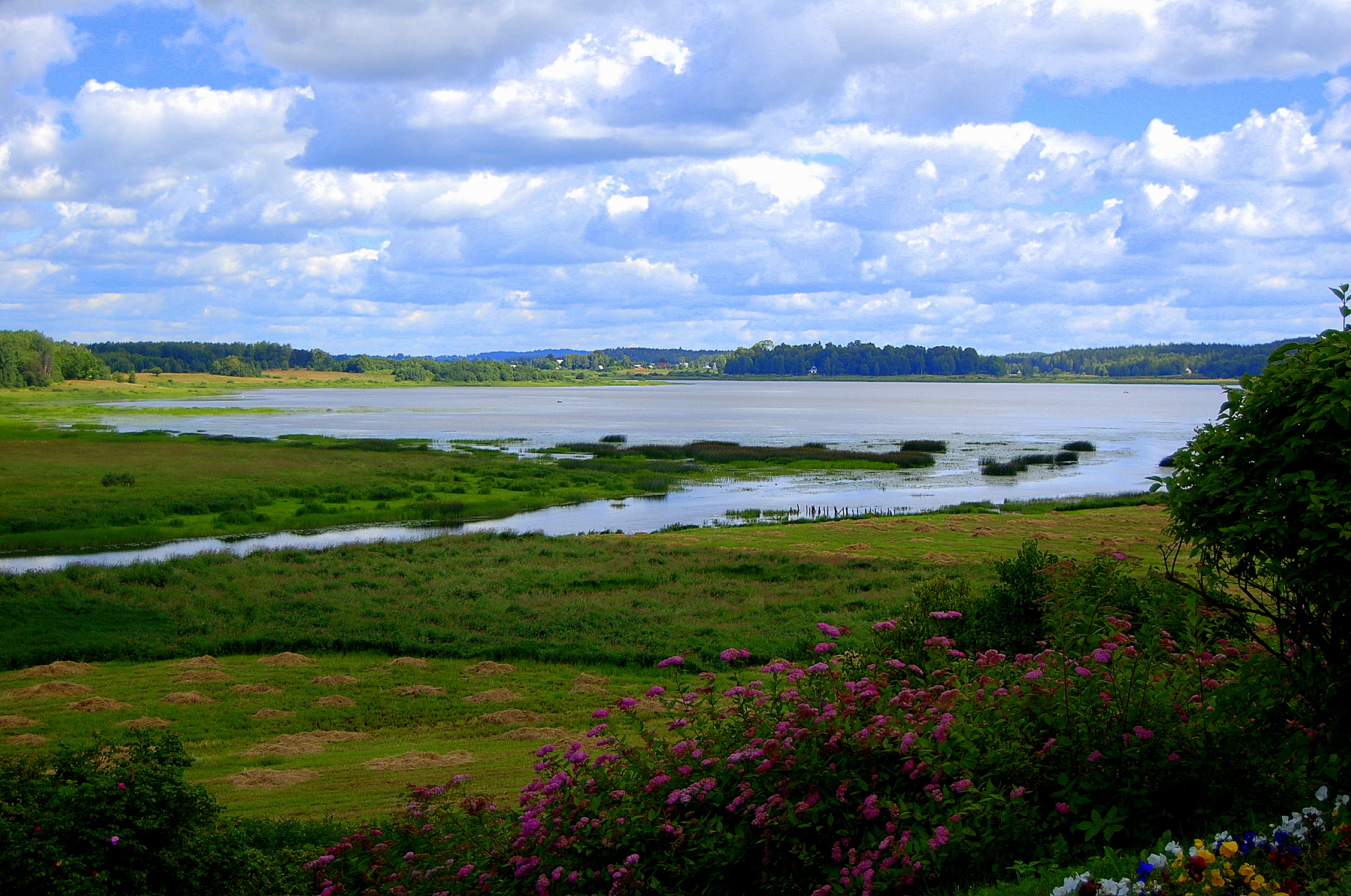

庫恰涅湖（俄语：Кучане），是俄羅斯的湖泊，位於該國西北部，由普斯科夫州負責管轄，處於普希金山莊區，面積1.7平方公里，集水區面積3,850平方公里，平均水深2米，最大水深3.5米。